# Herbert Gottwald
Herbert Gottwald (* 5. Januar 1937 in Bad Flinsberg, Landkreis Löwenberg, Provinz Niederschlesien; † 17. Mai 2009 in Jena) war ein deutscher Historiker.
Gottwald wurde 1945 aus Niederschlesien vertrieben. Er legte 1955 das Abitur ab und begann ein Studium der Geschichte, Germanistik und Pädagogik an der Friedrich-Schiller-Universität Jena. 1960 legte er das Staatsexamen für Oberstufenlehrer ab und wurde wissenschaftlicher Assistent im Historischen Institut der Universität Jena. Im März 1966 wurde er bei Dieter Fricke und Heinz Herz zur Geschichte des Zentrums beim Übergang zum Imperialismus promoviert und anschließend wissenschaftlicher Oberassistent an der Sektion Geschichte und Philosophie in Jena.
Im Mai 1982 erfolgte Gottwalds Promotion B zum Politischen Katholizismus. Im September 1987 erhielt er in Jena eine außerordentliche Professur für Neuere Geschichte. 1988 erhielt er den Orden Banner der Arbeit, Stufe I. 1990 wurde er Direktor des neu gegründeten Historischen Instituts der Universität Jena. 1992 und 1995 nahm er Gastprofessuren in Politikwissenschaft an der Universität Freiburg wahr. 1993 vertrat er einen Lehrstuhl an der Universität Erlangen. 1993 erhielt er die Neuberufung als ordentlicher Professor für Neuere Geschichte an der Universität Jena. 2002 wurde er emeritiert.
Seine Arbeitsschwerpunkte lagen im deutschen politischen und sozialen Katholizismus während des 19. und 20. Jahrhunderts, in der Geschichte des thüringischen Parlamentarismus sowie der Universitätsgeschichte.

## Schriften (Auswahl)
- Zentrum und Imperialismus. Jena 1965.
- Die Stellung der Zentrumspartei zur Flottenvorlage von 1897. In: Fritz Klein (Hrsg.): Studien zum deutschen Imperialismus vor 1914. Akademie-Verlag, Berlin 1976, S. 181–223.
- mit Manfred Weißbecker: Zur Rolle der Führer bürgerlicher Parteien. Biographische Aspekte in der Geschichte der politischen Parteien des deutschen Imperialismus vor der Jahrhundertwende bis 1945. In: Zeitschrift für Geschichtswissenschaft 27, Nr. 4, 1979, S. 299–315.
- als Hrsg.: Universität im Aufbruch. Die Alma mater Jenensis als Mittler zwischen Ost und West. Völkerverbindende Vergangenheit und europäische Zukunft einer deutschen Universität. Internationale Konferenz des Collegium Europaeum Jenense und des Historischen Instituts der Friedrich-Schiller-Universität vom 5. bis 7. Juni 1991 in Jena. academica & studentica Jenensia, Jena 1992.
- 1891, Rerum novarum. Das soziale Gewissen des Heiligen Stuhls. Brandenburgisches Verlags-Haus, Berlin 1994, ISBN 3-89488-068-6.
- Der Thüringer Landtag 1946–1952. Ein politischer Abriß. Wartburg-Verlag, Jena 1994, ISBN 3-86160-505-8.
- Ein Kaiserdenkmal im Sozialismus. Das Kyffhäuser-Denkmal in SBZ und DDR. In: Gunther Mai (Hrsg.): Das Kyffhäuser-Denkmal 1896–1996. Ein nationales Monument im europäischen Kontext. Böhlau, Köln u. a. 1997, ISBN 3-412-02397-3, S. 235–261.
- mit Matthias Steinbach (Hrsg.): Zwischen Wissenschaft und Politik. Studien zur Jenaer Universität im 20. Jahrhundert. Bussert & Stadeler, Jena 2000, ISBN 3-932906-11-X.
- mit Michael Ploenus und Katja Rauchfuß: Aufbruch – Umbruch – Neubeginn. Die Wende an der Friedrich-Schiller-Universität Jena 1988 bis 1991. Hain-Verlag, Rudolstadt 2002, ISBN 3-930215-75-6.
- Die Jenaer Geschichtswissenschaft in der Zeit des Nationalsozialismus. In: „Kämpferische Wissenschaft“. Studien zur Universität Jena im Nationalsozialismus. 2003, S. 913–942.
- Ein Landesgeschichtliches Institut für Thüringen. Günther Franz, die Gründung der „Anstalt für geschichtliche Landeskunde“ und die thüringische Landesgeschichtsschreibung 1937–1941. In: Matthias Werner (Hrsg.): Im Spannungsfeld von Wissenschaft und Politik. 150 Jahre Landesgeschichtsforschung in Thüringen. Böhlau, Köln u. a. 2005, ISBN 3-412-17303-7, S. 163–190.
- Heinrich Hofmann und die Staatssicherheit. Ein Beitrag zur Geschichte des Jenaer Pharmakologischen Instituts. In: Uwe Hoßfeld (Hrsg.): Hochschule im Sozialismus. Band 2, Böhlau, Köln u. a. 2007, ISBN 978-3-412-34505-1, S. 2106–2132.